# Aeroporto di Bata
L'aeroporto di Bata (in spagnolo Aeropuerto de Bata) è un aeroporto che serve Bata, la seconda città della Guinea Equatoriale. È il secondo più importante del paese dopo quello di Malabo.